# ミッション:インポッシブルシリーズ
「ミッション: インポッシブル」（Mission: Impossible）シリーズは、ブルース・ゲラーが制作したテレビシリーズ『スパイ大作戦』をベースにした、アメリカのアクション・スパイ映画のシリーズ。主人公は、IMFのエージェントであるイーサン・ハント。監督、脚本、音楽にはさまざまなスタッフが参加し、ラロ・シフリンによるオリジナルシリーズの音楽も使用されている。

## 概要
1996年に始まった本シリーズは、前作のテレビシリーズから6年後の世界を舞台に、ハント率いるIMFの主要なフィールドチームが、差し迫った地球規模の災害を防ぎながら、敵の攻撃を阻止するというミッションを描いている。本シリーズは、テレビシリーズのようなアンサンブルキャストではなく、ハントが主役となっている。ただし、ルーサー・スティッケル（演: ヴィング・レイムス）やベンジー・ダン（演: サイモン・ペッグ）など、映画でレギュラー出演しているキャラクターもいる。
このシリーズは、批評家や観客から好意的な評価を受けており、これまでの全世界での興行収入が35億ドルを超え、映画シリーズとしては歴代16位の興行収入を記録している。
2022年時点では8作目までの製作が決まっており、米国においては『ミッション:インポッシブル/デッドレコニング PART ONE』は2023年7月12日、『ミッション:インポッシブル/ファイナル・レコニング』は2025年5月23日に公開された。
すべての作品は、パラマウント・ピクチャーズが共同で製作・配給しており（『ゴースト・プロトコル』以降は、バッド・ロボット・プロダクションズとスカイダンス・メディアも共同で製作）、映画協会のレーティングはPG-13となっている。

## 作品

### ミッション:インポッシブル（1996年）
IMFに所属するベテラン工作員であるジム・フェルプスが率いるチームは、内通者の罠によって壊滅する。唯一生き残ったメンバーであるイーサン・ハントは、裏切り者の疑いをかけられ、当局から追われることとなり、真犯人を捜し出そうとする。

### M:I-2（2000年）
感染すると20時間で治療不可、30時間で死に至る強力なウィルス「キメラ」とその治療薬の奪還を命じられたイーサンは、女泥棒のナイア・ホールと手を組む。

### M:i:III（2006年）
スパイを引退していたイーサンが再び現場に戻ってチームを結成し、闇ブローカーのオーウェン・ディヴィアンを倒すために奮闘する。

### ミッション:インポッシブル/ゴースト・プロトコル（2011年）
陰謀によりクレムリン爆破犯の汚名を着せられたイーサンと仲間たちが、全面核戦争の野望を抱くカート・ヘンドリクスを阻止しようとする。

### ミッション:インポッシブル/ローグ・ネイション（2015年）
CIAによってIMFが解体され、召喚命令が下るなか、孤立無援のイーサンは謎の犯罪組織「シンジケート」を追う。

### ミッション:インポッシブル/フォールアウト（2018年）
イーサンと仲間たちが、テロ組織シンジケートの陰謀と複数の都市の爆破を阻止する。

## 出演者と登場人物
| 役名                     | 作品名                           | 作品名                   | 作品名                         | 作品名                                          | 作品名                                        | 作品名                                    | 作品名                                               | 作品名                                           |
| 役名                     | ミッション:インポッシブル        | M:I-2                    | M:i:III                        | ミッション:インポッシブル /ゴースト・プロトコル | ミッション:インポッシブル /ローグ・ネイション | ミッション:インポッシブル /フォールアウト | ミッション:インポッシブル /デッドレコニング PART ONE | ミッション:インポッシブル/ファイナル・レコニング |
| ------------------------ | -------------------------------- | ------------------------ | ------------------------------ | ----------------------------------------------- | --------------------------------------------- | ----------------------------------------- | ---------------------------------------------------- | ------------------------------------------------ |
| イーサン・ハント         | トム・クルーズ                   | トム・クルーズ           | トム・クルーズ                 | トム・クルーズ                                  | トム・クルーズ                                | トム・クルーズ                            | トム・クルーズ                                       | トム・クルーズ                                   |
| ルーサー・スティッケル   | ヴィング・レイムス               | ヴィング・レイムス       | ヴィング・レイムス             | ヴィング・レイムス                              | ヴィング・レイムス                            | ヴィング・レイムス                        | ヴィング・レイムス                                   | ヴィング・レイムス                               |
| ユージーン・キトリッジ   | ヘンリー・ツェニー               |                          |                                |                                                 |                                               |                                           | ヘンリー・ツェニー                                   | ヘンリー・ツェニー                               |
| ウィリアム・ダンロー     | ロルフ・サクソン                 |                          |                                |                                                 |                                               |                                           |                                                      | ロルフ・サクソン                                 |
| ジム・フェルプス         | ジョン・ヴォイト                 |                          |                                |                                                 |                                               |                                           |                                                      |                                                  |
| クレア・フェルプス       | エマニュエル・ベアール           |                          |                                |                                                 |                                               |                                           |                                                      |                                                  |
| フランツ・クリーガー     | ジャン・レノ                     |                          |                                |                                                 |                                               |                                           |                                                      |                                                  |
| サラ・デイヴィス         | クリスティン・スコット・トーマス |                          |                                |                                                 |                                               |                                           |                                                      |                                                  |
| ジャック・ハーモン       | エミリオ・エステベス             |                          |                                |                                                 |                                               |                                           |                                                      |                                                  |
| マックス                 | ヴァネッサ・レッドグレイヴ       |                          |                                |                                                 |                                               |                                           |                                                      |                                                  |
| ハンナ・ウイリアムズ     | インゲボルガ・ダクネイト         |                          |                                |                                                 |                                               |                                           |                                                      |                                                  |
| ショーン・アンブローズ   |                                  | ダグレイ・スコット       |                                |                                                 |                                               |                                           |                                                      |                                                  |
| ウルリッヒ               |                                  | ドミニク・パーセル       |                                |                                                 |                                               |                                           |                                                      |                                                  |
| ナイア・ホール           |                                  | タンディ・ニュートン     |                                |                                                 |                                               |                                           |                                                      |                                                  |
| ヒュー・スタンプ         |                                  | リチャード・ロクスバーグ |                                |                                                 |                                               |                                           |                                                      |                                                  |
| ビリー・ベアード         |                                  | ジョン・ポルソン         |                                |                                                 |                                               |                                           |                                                      |                                                  |
| ジョン・C・マックロイ    |                                  | ブレンダン・グリーソン   |                                |                                                 |                                               |                                           |                                                      |                                                  |
| ネコルヴィッチ博士       |                                  | ラデ・シェルベッジア     |                                |                                                 |                                               |                                           |                                                      |                                                  |
| ベンジー・ダン           |                                  |                          | サイモン・ペッグ               | サイモン・ペッグ                                | サイモン・ペッグ                              | サイモン・ペッグ                          | サイモン・ペッグ                                     | サイモン・ペッグ                                 |
| ジュリア・ミード         |                                  |                          | ミシェル・モナハン             | ミシェル・モナハン                              |                                               | ミシェル・モナハン                        |                                                      |                                                  |
| オーウェン・ディヴィアン |                                  |                          | フィリップ・シーモア・ホフマン |                                                 |                                               |                                           |                                                      |                                                  |
| ジョン・マスグレイブ     |                                  |                          | ビリー・クラダップ             |                                                 |                                               |                                           |                                                      |                                                  |
| デクラン・ゴームリー     |                                  |                          | ジョナサン・リース＝マイヤーズ |                                                 |                                               |                                           |                                                      |                                                  |
| リック・ミード           |                                  |                          | アーロン・ポール               |                                                 |                                               |                                           |                                                      |                                                  |
| リンジー・ファリス       |                                  |                          | ケリー・ラッセル               |                                                 |                                               |                                           |                                                      |                                                  |
| ゼーン・リー             |                                  |                          | マギー・Q                      |                                                 |                                               |                                           |                                                      |                                                  |
| セオドア・ブラッセル局長 |                                  |                          | ローレンス・フィッシュバーン   |                                                 |                                               |                                           |                                                      |                                                  |
| ウィリアム・ブラント     |                                  |                          |                                | ジェレミー・レナー                              | ジェレミー・レナー                            |                                           |                                                      |                                                  |
| ジェーン・カーター       |                                  |                          |                                | ポーラ・パットン                                |                                               |                                           |                                                      |                                                  |
| カート・ヘンドリクス     |                                  |                          |                                | ミカエル・ニクヴィスト                          |                                               |                                           |                                                      |                                                  |
| トレヴァー・ハナウェイ   |                                  |                          |                                | ジョシュ・ホロウェイ                            |                                               |                                           |                                                      |                                                  |
| マリウス・ウィストロム   |                                  |                          |                                | サムリ・エデルマン                              |                                               |                                           |                                                      |                                                  |
| サビーヌ・モロー         |                                  |                          |                                | レア・セドゥ                                    |                                               |                                           |                                                      |                                                  |
| ブリジ・ナス             |                                  |                          |                                | アニル・カプール                                |                                               |                                           |                                                      |                                                  |
| イルサ・ファウスト       |                                  |                          |                                |                                                 | レベッカ・ファーガソン                        | レベッカ・ファーガソン                    | レベッカ・ファーガソン                               |                                                  |
| アラン・ハンリー         |                                  |                          |                                |                                                 | アレック・ボールドウィン                      | アレック・ボールドウィン                  |                                                      |                                                  |
| ソロモン・レーン         |                                  |                          |                                |                                                 | ショーン・ハリス                              | ショーン・ハリス                          |                                                      |                                                  |
| ヤニク・ヴィンター       |                                  |                          |                                |                                                 | イェンス・フルテン                            |                                           |                                                      |                                                  |
| エリカ・スローン         |                                  |                          |                                |                                                 |                                               | アンジェラ・バセット                      |                                                      | アンジェラ・バセット                             |
| ホワイト・ウィドウ       |                                  |                          |                                |                                                 |                                               | ヴァネッサ・カービー                      | ヴァネッサ・カービー                                 |                                                  |
| ゾラ                     |                                  |                          |                                |                                                 |                                               | フレデリック・シュミット                  | フレデリック・シュミット                             |                                                  |
| オーガスト・ウォーカー   |                                  |                          |                                |                                                 |                                               | ヘンリー・カヴィル                        |                                                      |                                                  |
| パトリック               |                                  |                          |                                |                                                 |                                               | ウェス・ベントリー                        |                                                      |                                                  |
| グレース                 |                                  |                          |                                |                                                 |                                               |                                           | ヘイリー・アトウェル                                 | ヘイリー・アトウェル                             |
| ジャスパー・ブリッグス   |                                  |                          |                                |                                                 |                                               |                                           | シェー・ウィガム                                     | シェー・ウィガム                                 |
| ガブリエル               |                                  |                          |                                |                                                 |                                               |                                           | イーサイ・モラレス                                   | イーサイ・モラレス                               |
| パリス                   |                                  |                          |                                |                                                 |                                               |                                           | ポム・クレメンティエフ                               | ポム・クレメンティエフ                           |
| ドガ                     |                                  |                          |                                |                                                 |                                               |                                           | グレッグ・ターザン・デイヴィス                       | グレッグ・ターザン・デイヴィス                   |

## 主なスタッフ
| 年   | 作品                                                 | 監督                       | 製作                                                                                | 脚本                                                                                        | 作曲                   | 編集                                            | 撮影                      |
| ---- | ---------------------------------------------------- | -------------------------- | ----------------------------------------------------------------------------------- | ------------------------------------------------------------------------------------------- | ---------------------- | ----------------------------------------------- | ------------------------- |
| 1996 | ミッション:インポッシブル                            | ブライアン・デ・パルマ     | トム・クルーズ ポーラ・ワグナー                                                     | 脚本: デヴィッド・コープ ロバート・タウン 原案: デヴィッド・コープ スティーヴン・ザイリアン | ダニー・エルフマン     | ポール・ハーシュ                                | スティーヴン・H・ブラム   |
| 2000 | M:I-2                                                | ジョン・ウー               | トム・クルーズ ポーラ・ワグナー                                                     | 脚本: ロバート・タウン 原案: ロナルド・D・ムーア ブラノン・ブラーガ                         | ハンス・ジマー         | スティーヴン・ケンパー クリスチャン・ワグナー   | ジェフリー・L・キンボール |
| 2006 | M:i:III                                              | J・J・エイブラムス         | トム・クルーズ ポーラ・ワグナー                                                     | アレックス・カーツマン ロベルト・オーチー J・J・エイブラムス                                | マイケル・ジアッキーノ | メリアン・ブランドン メアリー・ジョー・マーキー | ダニエル・ミンデル        |
| 2011 | ミッション:インポッシブル /ゴースト・プロトコル      | ブラッド・バード           | トム・クルーズ J・J・エイブラムス ブライアン・バーク                                | ジョシュ・アッペルバウム アンドレ・ネメック                                                 | マイケル・ジアッキーノ | ポール・ハーシュ                                | ロバート・エルスウィット  |
| 2015 | ミッション:インポッシブル /ローグ・ネイション        | クリストファー・マッカリー | トム・クルーズ J・J・エイブラムス ブライアン・バーク デヴィッド・エリソン           | ドリュー・ピアース                                                                          | ジョー・クレイマー     | エディ・ハミルトン                              | ロバート・エルスウィット  |
| 2018 | ミッション:インポッシブル /フォールアウト            | クリストファー・マッカリー | トム・クルーズ クリストファー・マッカリー ジェイク・マイヤーズ J・J・エイブラムス   | クリストファー・マッカリー                                                                  | ローン・バルフ         | エディ・ハミルトン                              | ロブ・ハーディ            |
| 2023 | ミッション:インポッシブル /デッドレコニング PART ONE | クリストファー・マッカリー | トム・クルーズ クリストファー・マッカリー デヴィッド・エリソン ジェイク・マイヤーズ | クリストファー・マッカリー                                                                  | ローン・バルフ         | エディ・ハミルトン                              | フレーザー·タガート       |
| 2025 | ミッション:インポッシブル/ファイナル・レコニング     | クリストファー・マッカリー | トム・クルーズ クリストファー・マッカリー                                           | クリストファー・マッカリー                                                                  | -                      | -                                               | -                         |

## 評価

### 興行成績
| 作品名                                                    | 公開日                                | 興行収入       | 興行収入       | 興行収入       | 順位         | 順位       | 製作費       | 出典  |
| 作品名                                                    | 公開日                                | 北米           | 北米以外       | 全世界         | 北米歴代     | 全世界歴代 | 製作費       | 出典  |
| --------------------------------------------------------- | ------------------------------------- | -------------- | -------------- | -------------- | ------------ | ---------- | ------------ | ----- |
| ミッション:インポッシブル                                 | 1996年5月22日                         | $180,981,856   | $276,714,503   | $457,696,359   | #254 #148(A) | #244       | $80,000,000  | [ 6 ] |
| M:I-2                                                     | 2000年5月24日                         | $215,409,889   | $330,978,216   | $546,388,105   | #180 #156(A) | #181       | $125,000,000 | [ 7 ] |
| M:i:III                                                   | 2006年5月5日                          | $134,029,801   | $263,820,211   | $397,850,012   | #453         | #298       | $150,000,000 | [ 8 ] |
| ミッション:インポッシブル/ゴースト・プロトコル            | 2011年12月16日（限定） 2011年12月21日 | $209,397,903   | $485,315,477   | $694,713,380   | #191         | #121       | $145,000,000 | [ 9 ] |
| ミッション:インポッシブル/ローグ・ネイション              | 2015年7月31日                         | $195,042,377   | $487,671,890   | $682,714,267   | #220         | #123       | $150,000,000 |       |
| ミッション:インポッシブル/フォールアウト                  | 2018年7月27日                         | $220,159,104   | $570,956,000   | $791,115,104   | #163         | #88        | $178,000,000 |       |
| 合計                                                      | 合計                                  | $1,155,020,930 | $2,415,456,297 | $2,096,647,856 |              |            | $828,000,000 |       |
| 注釈 - (A)インフレーション調整版（Box Office Mojoによる） |                                       |                |                |                |              |            |              |       |

### 批評家と観客の反応
| 作品                                           | Rotten Tomatoes     | Metacritic        | CinemaScore |
| ---------------------------------------------- | ------------------- | ----------------- | ----------- |
| ミッション:インポッシブル                      | 61% (49レビュー中)  | 60 (16レビュー中) | B+          |
| M:I-2                                          | 57% (141レビュー中) | 60 (33レビュー中) | B           |
| M:i:III                                        | 70% (218レビュー中) | 66 (38レビュー中) | A-          |
| ミッション:インポッシブル/ゴースト・プロトコル | 93% (227レビュー中) | 73 (38レビュー中) | A-          |
| ミッション:インポッシブル/ローグ・ネイション   |                     |                   |             |
| ミッション:インポッシブル/フォールアウト       |                     |                   |             |

### 論争
テレビシリーズ『スパイ大作戦』でリーダーのジム・フェルプスを演じたピーター・グレイブスは、映画版でジョン・ボイトが演じるジムが裏切り者になったことに衝撃を受けた。同じくテレビシリーズでバーニーを演じたグレッグ・モリスは、同作でのジムの扱いに怒りを覚え、映画の途中で退席したうえで、記者に「この映画は嫌いだ」と吐き捨てた。また、テレビシリーズでローラン・ハンドを演じたマーティン・ランドーも映画版に対して批判的な意見を述べた。